# Sven Boräng
Sven Einar Boräng, född 29 december 1983 i Vingåker, är en svensk skådespelare och sångare. 

## Biografi
Boräng är son till prästen och tidigare rektorn vid Kjesäters Folkhögskola Egil Boräng och läkaren Helena Boräng. Han är utbildad på Wendelsbergs folkhögskola (musikdramatik/musikal) 2004-2006 och Teaterhögskolan i Malmö 2008-2011 med praktik på Folkteatern i Göteborg i föreställningarna Teaterspöket och det försvunna hjärtat och Skalv.
Mellan 2011 och 2020 var han verksam vid Malmö stadsteater med roller i barnföreställningar som Momo eller kampen om tiden, Den elektriska flickan och Gusten Grodslukare samt i Erik Gedeons sångspel Ingvar! – en musikalisk möbelsaga och Min vän fascisten. Han har också medverkat i två uppsättningar av den experimentella tyska regissören Anna Bergmann, som Helmer i  Elfriede Jelineks Nora 2013 och Lysander i Shakespeares En midsommarnattsdröm 2014.
På SVT har han medverkat i tv-serier som Andra Avenyn (2007) och Molanders (2012) och gjorde huvudrollen som Robin i långfilmen Från djupet av mitt hjärta (2014). 
Han har även spelat i flera radioteaterproduktioner på Sveriges Radio i programserien Världshistorien.
Boräng hade även rollen som läraren Mattias i Klassen.

## Filmografi
- 2006 – Flatmates (kortfilm)
- 2007 – Andra Avenyn (TV-serie)
- 2012 – Molanders (TV-serie)
- 2012 – Ingvar! – en musikalisk möbelsaga
- 2013 – När tårarna fallit (kortfilm)
- 2014 – Hitta bort (novellfilm)
- 2015 – Från djupet av mitt hjärta
- 2017 – Medan vi lever
- 2017 – Klassen (TV-serie)
- 2019 – Klassresan (TV-Serie)
- 2020 – Sommaren 85 (TV-serie)
- 2022 – Nattryttarna (TV-serie)
- 2023 – Händelser vid vatten (TV-serie)

## Teater

### Roller (ej komplett)
| År   | Roll                                                                        | Produktion | Regi                  | Teater                                     |
| ---- | --------------------------------------------------------------------------- | --- | --------------------- | ------------------------------------------ |
| 2010 |                                                                             | Teaterspöket och det försvunna hjärtat                                                                                    |                       | Folkteatern i Göteborg                     |
| 2010 |                                                                             | Skalv |                       | Folkteatern i Göteborg                     |
| 2011 |                                                                             | Tre systrar (Три сeстры, Tri sestry) Anton Tjechov                                                                        |                       | Teaterhögskolan i Malmö                    |
| 2011 |                                                                             | Momo och kampen om tiden (Momo) Michael Ende                                                                              | Frede Gulbrandsen(da) | Malmö stadsteater                          |
| 2011 | Wiraspelen                                                                  | |                       |                                            |
| 2012 |                                                                             | Ingvar! – en musikalisk möbelsaga (Das Wunder von Schweden, eine musikalische Möbelsaga) Klas Abrahamsson och Erik Gedeon | Erik Gedeon           | Malmö Stadsteater                          |
| 2012 |                                                                             | Min vän fascisten Klas Abrahamsson och Erik Gedeon                                                                        | Erik Gedeon           | Malmö Stadsteater                          |
| 2012 |                                                                             | Den elektriska flickan |                       | Malmö Stadsteater                          |
| 2013 |                                                                             | Nora |                       | Malmö Stadsteater                          |
| 2013 |                                                                             | Vilse |                       | Malmö Stadsteater                          |
| 2013 |                                                                             | Gusten Grodslukare (Orla Frøsnapper)                                                                                      |                       | Malmö Stadsteater                          |
| 2014 | Lysander                                                                    | En midsommarnattsdröm (A Midsummer Night's Dream) William Shakespeare                                                     | Anna Bergmann         | Malmö stadsteater                          |
| 2014 |                                                                             | Vilja väl |                       | Malmö Stadsteater                          |
| 2015 |                                                                             | Borders |                       | Malmö Stadsteater/ Cirkus Cirkör           |
| 2015 | Filch Dolly                                                                 | Tolvskillingsoperan (Die Dreigroschenoper) Bertolt Brecht och Kurt Weill                                                  | Alexander Öberg       | Malmö stadsteater                          |
| 2015 | Medverkande                                                                 | En ny revy Valle Westesson                                                                                                | Hans Marklund         | Malmö Stadsteater                          |
| 2016 |                                                                             | Blod och eld |                       | Malmö Stadsteater                          |
| 2016 |                                                                             | I väntan på Godot (En attendant Godot) Samuel Beckett                                                                     |                       | Malmö Stadsteater                          |
| 2017 |                                                                             | Skånska mord |                       | Malmö Stadsteater                          |
| 2017 |                                                                             | Angels in America |                       | Malmö Stadsteater                          |
| 2018 | Medverkande                                                                 | Vinnaren tar allt, cabaret Gertrud Larsson och Åsa Asptjärn                                                               | Hugo Hansén           | Malmö Stadsteater                          |
| 2018 | Birgitta Andersson Vilgot Sjöman Bill Evans Tage Danielsson Jan Troell Ella | Monicas vals Klas Abrahamsson                                                                                             | Heinrich Christensen  | Malmö Stadsteater                          |
| 2019 |                                                                             | Guds olydiga revben Gunilla Thorgren                                                                                      | Tilde Björfors        | Dramaten/ Cirkus Cirkör/ Malmö Stadsteater |